# أوبيس
أوبيس (أوبي أو أوبيخا بالأكدية) وهي مدينة بابلية كلدانية تقع على نهر دجلة، تقع بالقرب من مدينة بغداد، موقع هذه المدينة غير محدد بالضبط لكن حسب النصوص البابلية والإغريقية فإن المدينة تقع على الضفة الشرقية لنهر دجلة وبالقرب من نهر ديالى، ويرجح بأن المدينة بنيت في القرن 14 ق م وكانت مركز لمحافظة بابلية، كان يربط هذه المدينة قناة كانت تربط بين نهري دجلة والفرات وكان فيها أيضا الجدار الميدي الذي بناه نبوخذ نصر الثاني لحماية بابل من هجمات الميديين.
وفي إكتوبر 539 ق م دافع الملك البابلي نبو نيد عن هذه المدينة بعد أن احتلها الفرس الأخمينيون بقيادة ملكهم كورش الكبير.
وفوق هذه المدينة بنى الملك الأغريقي سلوقس الأول مدينة سلوقية لتكون عاصمة لإمبراطوريته وثم تغير اسم هذه المدينة إلى قطسيفون وذلك في العصر الفارسي الفرثي.